# Sally Gilmour
Pour les articles homonymes, voir Gilmour.
Sarah "Sally" Gilmour, née le 2 novembre 1921 à Sungai Lembing (Malaisie) et morte le 23 mai 2004 à Sydney (Australie), est une danseuse de ballet britannique, elle est aussi considérée comme étant "la plus grande danseuse des années 1940" du Ballet Rambert. L'ODNB a écrit qu'elle est "en seconde place en 1940 juste après Margot Fonteyn dans le classement des ballerines britanniques de l'époque".

## Biographie

### Jeunesse
Sarah Gilmour est né à Sungai Lembing, en Malaisie, le 2 novembre 1921,.
Son père, Colin Gilmour, est le Chef du service Médical de la ville. 
À l’âge de quatre ou cinq ans, elle est envoyée au pensionnat à Londres, où ses parents se rendent tous les deux ou trois ans.

### Carrière
Gilmour s'inscrit à la Rambert School à l'âge de 12 ans, et son talent est reconnu par Marie Rambert. Elle est formée par le chorégraphe Antony Tudor et la danseuse Tamara Karsavina.
Elle participe à la distribution originale du ballet Bar aux Folies-Bergère (1934) par le Ballet Rambert, aux côtés d'Alicia Markova, Frederick Ashton, Pearl Argyle, Diana Gould, Elisabeth Scolarité et Leslie Edwards. 
Son premier rôle important, spécialement créé par elle, est le rôle d'Andrée Howards dans La Femme changée en renard (1939). Il devient le rôle avec lequel elle a été le plus étroitement associée. Howard est malade et ne peut pas danser elle-même, donc Marie Rambert propose de la remplacer par Gilmour. Avec un entraînement intensif et des costumes par Nadia Benois, elle se transforme de Mme Tebrick en renard sauvage.[réf. nécessaire]
Le Ballet Rambert effectue une tournée en Australie de  1947 à 1949. Initialement prévu pour six mois, il s'est étendu à 18 ans, en raison de l'absence de réservations des billets retours et, à la fin, de leur Conseil des arts de financement.[réf. nécessaire]
Marie Rambert est désignée comme l'évolution de la compagnie de façon permanente. Gilmour fait partie des danseurs et danseuses de la Compagnie qui ont décidé de rester en Australie. Une autre danseuse de la Compagnie : Margaret Scott, considère le premier acte de Giselle dansé par Gilmour comme étant le plus grand qu'elle ait jamais vu.
Gilmour est retourné à Londres, brièvement, en 1952. Ses dernières performances ont été en décembre 1952 au Théâtre Lyrique, Hammersmith dans le Walter Gore Confessionnal.

## Rôles créés
- Maria dans Cross-Garter'd (Wendy Toye, 1937)
- Silvia Tebrick dans Lady Into Fox (Andrée Howard, 1939)
- Anguished girl of Confessional (Walter Gore, 1941), basé sur the Browning poem
- Winter Night (Walter Gore, 1948)

## Autres rôles
- Granddaughter dans Cap over Mill
- Peter dans Peter and the Wolf
- Le Boxing
- Czernyana
- Gala Performance

## Vie personnelle
Dans les années 1940, elle entretient une relation avec la chorégraphe Walter Gore. En 1949, elle épouse le Dr Allan Wynn (il est décédé en 1987), et ils ont ensemble deux fils et une fille. Ils déménagent à Londres en 1970, et, en 1997, Sally Gilmour, désormais veuve, souffrant de la maladie d'Alzheimer, décide de retourner en Australie.
Gilmour décède à Sydney, en Australie, le 23 mai 2004, à l'âge de 82 ans.